# Kjell Qvale
Kjell Qvale, född 7 juli 1919, död 2 november 2013, var en norsk-amerikansk affärsman. Qvale utmärkte sig inom bilvärlden som importör av bland annat Jaguar på amerikanska västkusten och hans engagemang i skapandet av Jensen Healey samt ägandet av Jensen Motors.
Qvale började importera brittiska MG till USA och sedan tillkom Austin, Morris, Jaguar och Rolls-Royce. Senare kom han även att importera Volkswagen, Porsche, De Tomaso, Maserati och Lamborghini.